# Walter Philipp

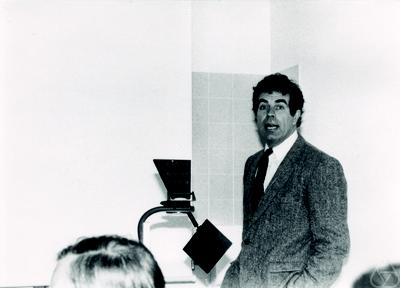
Walter Philipp 1987 in Wien

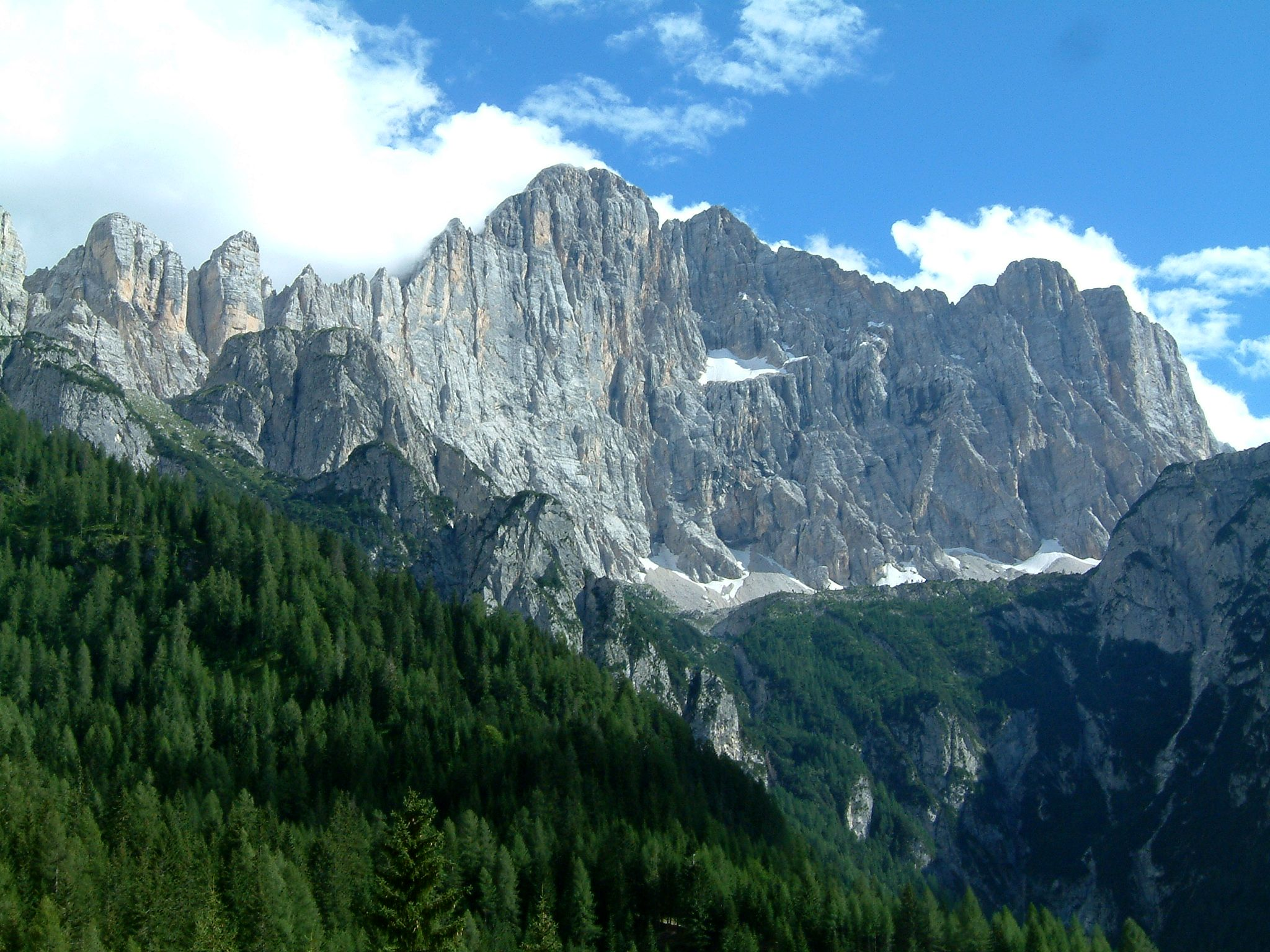
Die Civetta-Nordwand in den Dolomiten

Walter Philipp (* 14. Dezember 1936 in Wien; † 19. Juli 2006 bei Mixnitz) war ein österreichischer Mathematiker, der sich insbesondere mit Wahrscheinlichkeitstheorie und Zahlentheorie beschäftigte.
Philipp studierte ab 1955 Mathematik und Physik an der Universität Wien. 1960 wurde er bei Edmund Hlawka promoviert und war danach dort Assistent. Nach der Habilitation in Wien ging er in die USA, zuerst nach Montana und ab 1964 als Professor an die University of Illinois at Urbana-Champaign. 2000 emeritierte er dort. Er starb bei einer Bergtour bei Graz an einem Herzanfall.
Er befasste sich zunächst mit Zahlentheorie (metrische Theorie der Gleichverteilung) und Algebra, dann mit mathematischer Statistik und Wahrscheinlichkeitstheorie und deren Anwendung in der Zahlentheorie (probabilistische Zahlentheorie), wo er ein Problem von Paul Erdős löste. Zuletzt widmete er sich  mit Karl Hess den Grundlagen der Quantenmechanik.
Philipp war auswärtiges Mitglied der Österreichischen Akademie der Wissenschaften und Fellow des Institute for Mathematical Statistics. 
Als Student war er ein bekannter Bergsteiger, dem mit Dieter Flamm eine schwierige Erstbegehung in der Civetta-Nordwand in den Dolomiten gelang.
Zu seinen Doktoranden gehört Michael T. Lacey.